# Municipio de Hidalgo del Parral
El municipio de Hidalgo del Parral es uno de los 67 municipios en que se divide para su régimen interior el estado mexicano de Chihuahua. Situado al sur de la entidad, su cabecera es la ciudad de Hidalgo del Parral.

## Geografía
Situado geográficamente al sur del estado, el municipio de Hidalgo del Parral tiene una extensión territorial de 1926.856 km². Sus coordenadas geográficas extremas son 26° 51' - 27° 23' de latitud norte y 105° 23' - 105° 59' de longitud oeste y su altitud fluctúa entre un mínimo de 1 300 y un máximo de 2 400 metros sobre el nivel del mar.
El municipio de Hidalgo del Parral limita al norte con el municipio de Valle de Zaragoza, al este con el municipio de Allende, al sureste con el municipio de Matamoros, al sur con el municipio de Santa Bárbara, al suroeste con el municipio de San Francisco del Oro y al oeste con el municipio de Huejotitán.

### Orografía e hidrografía
El territorio del municipio está combinando extensiones planas con diversas serranías, lomas y cerros aislados. La principal corriente es el río Parral, que cruza la cabecera municipal y termina desmbocando en el río Florido, que a su vez lo hace en el río Conchos. Otras corrientes del municipio desembocan directamente en el río Conchos.

### Clima y ecosistemas
La situación del municipio hace que tenga un clima extremo, su clima es templado a seco, En junio de 2006 el termómetro marco 42 °C, con temperaturas que varían entre los 32 °C y los −12 °C, con una cantidad de lluvias al año de 450 mm en promedio.
La vegetación va desde pastizales en los valles a diversas especies de coníferas como táscate, encino, y abeto en las zonas más elevadas. La fauna está representada por puma, gato montés, coyote, conejo y venado cola blanca.

### Recursos naturales
El principal recurso natural del municipio es la minería, entre la que destaca oro, plata, plomo, cobre, zinc, fluorita y barita. La riqueza de las minas de Parral fueron famosas en todo el mundo, convirtiéndola durante La Colonia en una de las ciudades más prósperas del país.
Parral contó con la mina más productiva de México durante un siglo aproximadamente. Esta mina es "La Prieta".
En cuanto al agua, el municipio se ve limitado, lo que entorpece el crecimiento. Sin embargo nuevos estudios (2006-2007) revelan fuentes de agua subterránea (mayor factibilidad de crecimiento), con lo que se verá beneficiado su desarrollo.

## Demografía
Según el Conteo de Población y Vivienda de 2020 realizado por el Instituto Nacional de Estadística y Geografía, la población del municipio de Hidalgo del Parral es de 116 662 habitantes, de los cuales 48.2% son hombres y 51.8% son mujeres.

### Localidades
En el censo de 2020 el municipio de Hidalgo del Parral contaba con 129 localidades.
| Código INEGI      | Localidad          | Población (2020) |
| ----------------- | ------------------ | ---------------- |
| 080320001         | Hidalgo del Parral | 113 843          |
| Otras localidades | Otras localidades  | 2 819            |
| Total municipal   | Total municipal    | 116 662          |

## Política
El gobierno del municipio le corresponde a su ayuntamiento. El ayuntamiento está conformado por el presidente municipal, un síndico y el cabildo formado por nueve regidores electos mediante el principio de mayoría relativa; se eligen además regidores de representación proporcional cuyo número es fijado por la Ley Electoral. El Presidente municipal y los nueve regidores son electos mediante una planilla, mientras que el Síndico es designado mediante una elección uninominal. Todos entran a ejercer su cargo el día 10 de octubre del año de la elección.

### Subdivisión administrativa
Para su régimen interior, el municipio de Parral se encuentra dividido en una sección municipal: Villa Escobedo; su presidente seccional es electo mediante plebiscito popular organizado por el ayuntamiento y dura en su encargo tres años.

### Representación legislativa
Para la elección de Diputado locales y federales, el municipio se encuentra dividido en los siguientes distritos:
Local:
- Distrito electoral local 21 de Chihuahua con cabecera en Hidalgo del Parral.

Federal:
- Distrito electoral federal 9 de Chihuahua con cabecera en Hidalgo del Parral.[9]

### Presidentes municipales
| Presidente Municipal           | Periodo   | Partido |
| ------------------------------ | --------- | ------- |
| Jesús María González           | 1950-1953 |         |
| José I. Aguilar Irungaray      | 1953-1955 |         |
| Juan Villela Chávez            | 1956-1958 |         |
| Manuel Primo Corral            | 1959-1962 |         |
| Enrique Zúñiga                 | 1962      |         |
| Juan Villela Chávez            | 1962-1965 |         |
| Raúl Soto Reyes                | 1965-1968 |         |
| Carlos Franco Peña             | 1968-1971 |         |
| Aurelio Carrera Marroquin      | 1971-1974 |         |
| Héctor Ramos Domínguez         | 1974-1977 |         |
| José Bremer González           | 1977-1980 |         |
| Jesús Arzola Cárdenas          | 1980-1983 |         |
| Gustavo Villarreal Posada      | 1983-1986 |         |
| Alfredo Amaya Medina           | 1986-1989 |         |
| Sergio Quiñonez Reyna          | 1989-1992 |         |
| Adalberto Gutiérrez Melendez   | 1992-1995 |         |
| Jesús Villalobos Sáenz         | 1995-1998 |         |
| Miguel Jurado Contreras        | 1998-2001 |         |
| Bernardo Avitia Talamantes     | 2001-2004 |         |
| Alfredo Amaya Medina           | 2004-2007 |         |
| Oscar González Luna            | 2007-2010 |         |
| César Omar Dajlala Amaya       | 2010-2013 |         |
| Miguel Jurado Contreras        | 2013-2016 |         |
| Jorge Alfredo Lozoya Santillán | 2016-2018 |         |
| Jorge Alfredo Lozoya Santillán | 2018-2021 |         |
| César Alberto Peña Valles      | 2021-2024 |         |
| Salvador Calderón Aguirre      | 2024-2027 |         |